# Николаев, Алексей Всеволодович
Алексе́й Все́володович Никола́ев (29 октября 1934 — 20 ноября 2019) — советский и российский сейсмолог, член-корреспондент АН СССР (1990), член-корреспондент РАН (1991).

## Биография
А. В. Николаев родился 29 октября 1934 года в Москве.
В 1942 году Алексей поступил в московскую общеобразовательную школу № 585.

В 1943–1944 годах он учился в школе № 12, с 1944 по 1952 год — в школе № 7. Окончил школу в 1952 году.
В 1952 году он поступил и в 1957 году окончил геологический факультет МГУ, где на кафедре геофизики получил специальность «Геофизические методы поиска и разведки полезных ископаемых».
По окончании ВУЗа Николаев был распределен в Институт физики Земли АН СССР, где и работал до конца жизни, пройдя путь от старшего лаборанта до заведующего лабораторией экспериментальной сейсмологии (физических основ разведочной геофизики, экспериментальной геофизики), заведующего отделом физических основ разведочной геофизики (экспериментальной геофизики) до директора Специализированного института экспериментальной геофизики.
В 1964 году он защитил кандидатскую диссертацию по физико-математическим наукам, её тема — «Изучение сейсмических свойств грунтов с целью сейсмического микрорайонирования».
В 1972 году он защитил докторскую диссертацию по физико-математическим наукам на тему «Сейсмика мутных и неоднородных сред».
В 1982 году ему присвоено учёное звание профессора.
С 1983 по 1991 годы — вице-президент, с 1991 по 1995 годы — президент Международной ассоциации сейсмологии и физики недр Земли.
В 1990 году Николаев избран членом-корреспондентом АН СССР, а в 1991 году он стал членом-корреспондентом РАН.
А. В. Николаев умер 20 ноября 2019 года, похоронен на Донском кладбище.
А. В. Николаев был главным редактором журнала «Наука и технологические разработки».

## Научная деятельность
Области научных интересов А. В. Николаева:
- сейсмика случайно-неоднородных сред;
- геофизический мониторинг;
- нелинейная геофизика;
- сейсмическая томография;
- вибрационное просвечивание Земли;
- наведенная сейсмичность;
- вибрационное воздействие на нефтяной пласт;
- военно-прикладная геофизика;
- геофизическая метрология.

Им были получены важные[какие?] результаты, разработаны методы[какие?] и технологии[какие?] получения новых сведений в области изучения геофизики Земли.
А. В. Николаев придумал и в 1992 году пустил в публичный оборот термин «тектоническое оружие» в значении «использование накопленной тектонической энергии недр земли для провоцирования разрушительного землетрясения».

## Награды
- Премия Правительства Российской Федерации — в 1998 году в составе группы — за создание, организацию производства и внедрение механизированных комплексов типа КМК700 и КМК500 для высокопроизводительной выемки угля из пластов мощностью 1,3–3 м на шахтах Кузнецкого, Печорского и Донецкого бассейнов[9]